# Sharif Mukhammad
Sharif Mukhammad est un footballeur international afghan né le 21 mars 1990 à Makhatchkala en Union soviétique. Il évolue au poste de Défenseur central au SKA Rostov.

## Biographie

### En club
Mukhammad naît à Makhatchkala en Union soviétique d'un père afghan et d'une mère russe.
Formé au FK Dinamo Makhatchkala, il débute en professionnel en 2010 avec l'Anji Makhatchkala. Il fait sa première apparition le 10 juillet 2010 lors d'une défaite 2-1 face au Lokomotiv Moscou.
En juillet 2016, après un an sans club, il s'engage pour une saison avec le Spartak Naltchik. Il y marque son unique but le 18 mars 2017 lors d'un match nul 1-1 face à l'équipe réserve du Zénith Saint-Pétersbourg. À l'issue de la saison, le club est relégué en 3ème division.
En août 2017, il rejoint la Suède et l'AFC Eskilstuna. Il termine lanterne rouge.
En février 2018, il s'engage avec le PSMS Medan, club indonésien. Il ne prend part à aucune rencontre et le club finit à la dernière place du classement.
À l'hiver 2019, il rejoint Karmiotissa en deuxième division chypriote pour y terminer la saison.
En janvier 2020, il s'engage, libre de tout contrat, avec le Maziya S&RC[réf. souhaitée].
Depuis novembre 2020, il évolue sous les couleurs du Gokulam Kerala FC en I-League. Il joue son premier match le 14 janvier 2021 lors d'une victoire 4-3 face au RoundGlass Punjab FC. Il inscrit son premier but dix jours plus tard face au NEROCA FC (victoire 4-1).

### En équipe nationale
Il honore sa première sélection en équipe d'Afghanistan le 3 septembre 2015, lors d'un match amical contre la Thaïlande (défaite 2-0). Il marque son premier but en sélection le 23 mars 2017 lors d'un match amical face à Singapour.

#### Buts en sélection
| N° | Date         | Lieu                                            | Adversaire | Score | Résultat | Compétition |
| -- | ------------ | ----------------------------------------------- | ---------- | ----- | -------- | ----------- |
| 1. | 23 mars 2017 | Saoud bin Abdulrahman Stadium, Al Wakrah, Qatar | Singapour  | 1–0   | 2–1      | Amical      |

## Palmarès
- Championnat de Russie de D2
  - Vice-champion : 2014-15